# Jukka Jalonen
Jukka Pertti Juhani Jalonen (* 2. November 1962 in Riihimäki) ist ein finnischer Eishockeytrainer und ehemaliger -spieler, der während seiner aktiven Zeit für JyP HT in der SM-liiga gespielt hat. Seit Juli 2024 ist Cheftrainer der italienischen Eishockeynationalmannschaft.

## Karriere
Jukka Jalonen spielte in seiner aktiven Karriere nur eine einzige Spielzeit lang im professionellen Eishockey. In der Saison 1985/86 bestritt er zwei Spiele für JyP HT in der SM-liiga, der höchsten Spielklasse Finnlands. Anschließend war er nur im Amateurbereich aktiv.
Nach seinem Karriereende übernahm Jalonen 1992 das Traineramt bei Ilves Tampere, das er drei Jahre lang in der SM-liiga betreute. Anschließend trainierte er Lukko Rauma in der Saison 1996/97, ehe der Finne erstmals im Ausland tätig war, wo er zunächst ein Jahr lang den HC Alleghe aus der italienischen Serie A und schließlich zwei Jahre die Newcastle Jesters aus der Ice Hockey Superleague trainiert.

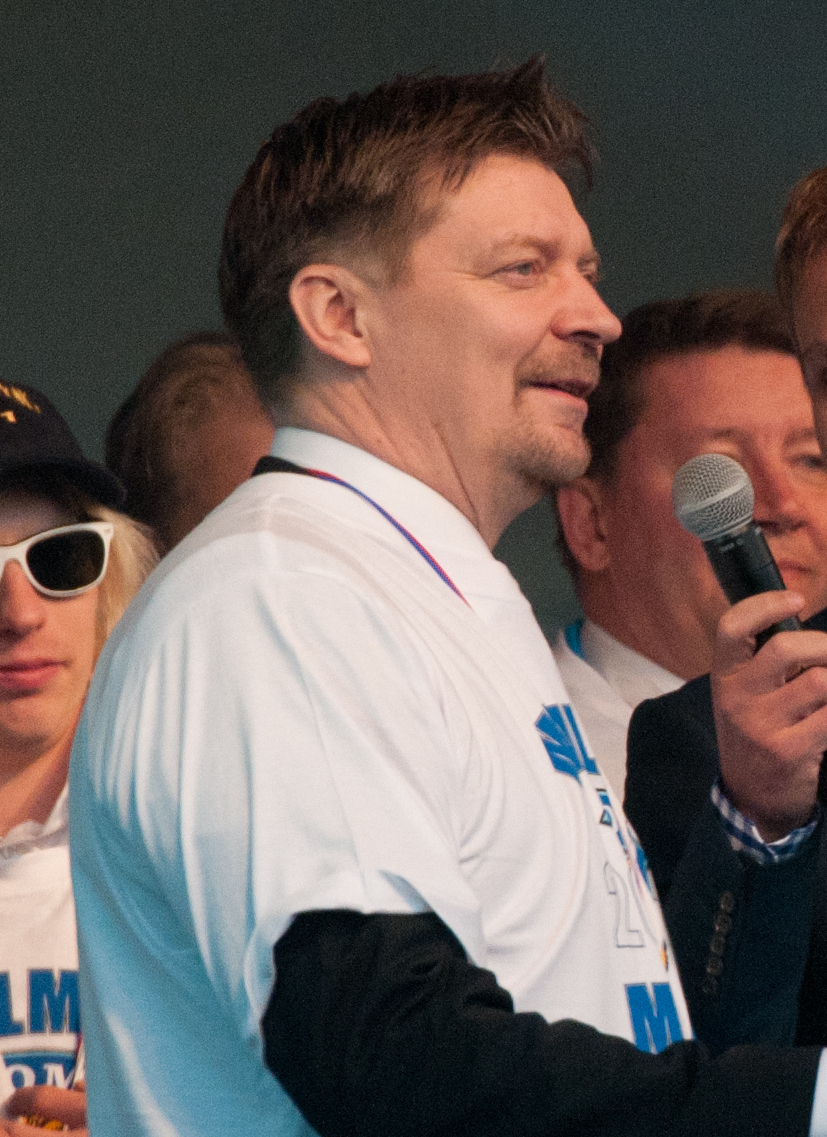
Jukka Jalonen nach dem Gewinn der WM-Goldmedaille 2011

Im Jahr 2001 kehrte Jalonen in seine finnische Heimat zurück, wo er von HPK Hämeenlinna unter Vertrag genommen wurde, mit dem er in den folgenden sechs Spielzeiten vier Mal – in den Jahren 2002, 2003, 2005 und 2007 – den dritten Platz in der SM-liiga erreichte. Zudem wurde er mit der Mannschaft 2006 Finnischer Meister, wofür er mit der Kalevi-Numminen-Trophäe als bester Trainer der Saison ausgezeichnet wurde. In der Saison 2006/07 erreichte Jalonen mit dem Team das Finale um den IIHF European Champions Cup, das die Mannschaft deutlich mit 0:6 gegen den russischen Vertreter Ak Bars Kasan verlor.
Im Sommer 2007 wurde Jalonen Assistenztrainer von Finnlands neuem Nationaltrainer, dem Kanadier Doug Shedden. Nachdem dieser vor der Saison 2008/09 beim EV Zug in der Schweizer National League A einen Vertrag erhalten hatte, übernahm Jalonen dessen Amt als Cheftrainer. Bei der Weltmeisterschaft 2011 gewann Jalonen mit der finnischen Auswahl die Goldmedaille.
Ab Dezember 2012 war Jalonen parallel Cheftrainer beim SKA Sankt Petersburg, ehe er nach der Weltmeisterschaft 2013 das Amt des Nationaltrainers aufgab und sich ganz auf den SKA konzentrierte. Anfang April 2014 wurde er aus seinem laufenden Vertrag vom SKA entlassen.
In der Saison 2015/16 betreute er die finnische U20-Nationalmannschaft als Cheftrainer und gewann mit dieser die Goldmedaille bei der U20-Junioren-Weltmeisterschaft 2016. Zwischen 2016 und 2018 war er Cheftrainer bei Jokerit Helsinki aus der Kontinentalen Hockey-Liga. Anschließend wurde er wieder Nationaltrainer und wurde 2019 und 2022 mit Finnland erneut Weltmeister. Bei den Winterspielen 2022 führte er das Team dann zum ersten olympischen Gold in der Geschichte des Landes. 
2024 beendete er sein Engagement als Nationaltrainer, ursprünglich, um Trainer in der NHL zu werden. Seit Juli 2024 ist Jalonen Cheftrainer der italienischen Eishockeynationalmannschaft und soll diese auf die Olympischen Winterspiele 2026, die in Italien stattfinden, vorbereiten. Bei der Weltmeisterschaft der Division IA schaffte er mit dem italienischen Nationalteam den Aufstieg in die Top-Division.

## Erfolge und Auszeichnungen
| - 2006 Finnischer Meister mit HPK Hämeenlinna - 2006 Kalevi-Numminen-Trophäe - 2007 2. Platz beim IIHF European Champions Cup mit HPK Hämeenlinna - 2010 Bronzemedaille bei den Olympischen Winterspielen | - 2011 Goldmedaille bei der Weltmeisterschaft - 2016 Goldmedaille bei der U20-Junioren-Weltmeisterschaft - 2019 Goldmedaille bei der Eishockey-Weltmeisterschaft der Herren - 2022 Goldmedaille bei den Olympischen Winterspielen - 2022 Goldmedaille bei der Eishockey-Weltmeisterschaft der Herren - 2025 Aufstieg in die Top-Division bei der Weltmeisterschaft der Division IA |